# Grégoire II de Chypre
Grégoire II de Chypre (né en 1241, mort en 1290) est patriarche de Constantinople du 28 mars 1283 à juin 1289.

## Biographie
Il naît en 1241 à Lapithos (Chypre) et est appelé Georges par ses parents. À l'adolescence, il part pour Nicosie faire ses études ; insatisfait du niveau de l'école grecque, il fréquente l'école latine créée après l'arrivée des croisés sur l'île. Mais son manque de maîtrise du latin entrave ses progrès. Décidé à réussir, Grégoire part pour la Palestine, puis se rend à Anaea en Anatolie, et ensuite à Éphèse, où il n'est pas admis dans l'école monastique de Nicéphore Blemmydès. Il gagne alors Nicée, où Michel VIII Paléologue prépare la reconquête de Constantinople, et le suit en Thrace, mais sans obtenir la bourse qu'il espérait. De retour à Nicée, il survit un temps dans la misère. Enfin, en 1264, il peut gagner Constantinople reconquise par les Grecs et est admis dans l'école fondée par le grand logothète Georges Acropolite, où il reste sept ans. Devenu professeur lui-même, il a entre autres pour élèves de futurs hauts dignitaires du gouvernement : le grand logothète Théodore Mouzalon et Nicéphore Choumnos.
Lors de la proclamation de l'union des Églises grecque et latine en 1274, il soutient la politique en la matière de l'empereur Michel VIII et du patriarche Jean Vekkos. Mais entre cette proclamation et l'avènement d'Andronic II, il change de position et, bien que laïc, devient patriarche de Constantinople sous le nom de Grégoire II le 28 mars 1283, après la mort du patriarche Joseph qui avait été rétabli. Il écrit contre la doctrine latine du Filioque un Tomos Pisteôs qui est adopté officiellement par le concile des Blachernes de 1285. Néanmoins, dans les années qui suivent, la formulation de sa doctrine suscite des mouvements de contestation: motivés tout d'abord par des motifs moins théologiques que personnels, ils gagnent en importance à la suite d'une défense maladroite de sa véritable position (distinction de l'« essence » et des « énergies » de Dieu, « manifestation » éternelle du Saint-Esprit « par » le Fils) par un de ses disciples, le moine Marc, qui tend à l'identifier à celle de Vekkos. Un argumentaire intitulé Homologia ne fait qu'aggraver encore plus la division. Son règne est d'autre part troublé par le schisme des partisans d'Arsène Autorianos, ravivé par le retour de Joseph au patriarcat. Finalement Grégoire est contraint à la démission en juin 1289. Il est remplacé par Athanase.
Il écrit un recueil de proverbes et son autobiographie et meurt en 1290.